# Seminemacheilus
Seminemacheilus is een geslacht van straalvinnige vissen uit de familie van de bermpjes (Nemacheilidae).

## Soorten
- Seminemacheilus ispartensis Erk'Akan, Nalbant & Özeren, 2007
- Seminemacheilus lendlii (Hankó, 1925)